# Jakovo
Jakovo (em cirílico:Јаково) é uma vila da Sérvia localizada no município de Surčin, pertencente ao distrito de Belgrado, na região de Syrmie. A sua população era de 6230 habitantes segundo o censo de 2009.

## Demografia
| 1948  | 1953  | 1961  | 1971  | 1981  | 1991  | 2002  |
| ----- | ----- | ----- | ----- | ----- | ----- | ----- |
| 2 096 | 2 249 | 2 624 | 3 123 | 4 619 | 5 483 | 5 949 |